# Polittico del 1472
Il Polittico del 1472 (o Fesch o Eckinson) è un dipinto a tempera e oro su tavola di Carlo Crivelli, datato al 1472 sul pannello centrale e oggi smembrato tra musei europei e americani.

## Storia
Una prima ricostruzione del polittico si ebbe con Venturi nel 1933, perfezionata poi da Berenson (1958) e Seri (1961). Non se ne conosce la provenienza originaria, che probabilmente era Fermo o i suoi dintorni, in cui l'artista era attivo in quegli anni. Amico Ricci ricordò infatti, nel 1834, una Madonna e santi di Crivelli nella chiesa di San Domenico a Fermo venduta poco tempo prima: ipotesi tutt'altro che improbabile per la presenza di san Domenico tra i santi del registro centrale in posizione preminente a destra della Madonna.

## Descrizione e stile
Il polittico, stilisticamente affine a quello di Massa Fermana, aveva cinque scomparti nel registro principale, sormontati da una Pietà forse circondata da altri quattro santi a mezza figura non identificati. In basso la predella doveva contenere non meno di undici scomparti con santi a mezza figura sotto arcatelle, dei quali se ne conoscono oggi cinque.
- Madonna Linsky, 94x42 cm, New York, Metropolitan Museum
- San Giacomo, 95x39 cm, New York, Brooklyn Museum
- San Nicola di Bari, 96x32,5 cm, Cleveland, Museum of Art
- San Domenico, 94x27 cm, New York, Metropolitan Museum
- San Giorgio, 95x33 cm, New York, Metropolitan Museum
- Deposizione, 68x45 cm, Philadephia, Museum of Art
- Cristo benedicente, 28,8x26,2 cm, El Paso, Museum of Art
- San Pietro, 29,3x21,5 cm, New Haven, Yale University Art Gallery
- San Bartolomeo, 28x15,5 cm, Milano, Pinacoteca del Castello Sforzesco
- San Giovanni Evangelista, 28x15,5 cm, Milano, Pinacoteca del Castello Sforzesco
- San Filippo Apostolo, 28x15,5 cm, Amsterdam, collezione E. Proehl

## Possibile ricostruzione
|  |  |  |  |  |  |
|  |  |  |  |  |  |
|  |  |  |  |  |  |